# Сухушино
Сухушино — деревня в Парабельском районе Томской области России. Входит в состав Парабельского сельского поселения. Население 146 чел. (2021) .

## География
Находится в центральной части региона, на левом берегу реки Материчной, вблизи озера Валуевское. Фактически слилась с райцентром — селом Парабель и посёлком Кирзавод(по ул. Учебная). Между п. Кирзавод и д. Сухушино — микрорайоны активной застройки Южное и Светлое. Территория деревни в южном направлении приближается к землям д. Перемитино.
Уличная сеть
ул. Полевая, ул. Учебная, пер. Дачный.
Климат
Находится на территории, приравненной к районам Крайнего Севера.

## История
В соответствии с Законом Томской области от 15 октября 2004 года № 225-ОЗ деревня вошла в состав образованного муниципального образования Парабельское сельское поселение.

## Население
| 2002 | 2010 | 2012 | 2013 | 2014 | 2015 | 2021 |
| ---- | ---- | ---- | ---- | ---- | ---- | ---- |
| 126  | ↗157 | ↘133 | →133 | ↗139 | ↗144 | ↗146 |

Национальный состав
Согласно результатам переписи 2002 года, в национальной структуре населения русские составляли 88 % от общей численности населения в 126 чел..

## Инфраструктура
Личное подсобное хозяйство. Дачи.

## Транспорт
Выезд через Перемитино, Малое Нестерово на региональную автодорогу Могильный Мыс — Парабель — Каргасок 69К-12 (участок федеральной автомагистрали Северный широтный коридор).